# 2002年亞洲運動會蒙古代表團
2002年亞洲運動會於2002年9月29日至10月14日在韓國釜山舉行，蒙古代表團拿下14面獎牌（包括1面金牌），在獎牌榜中名列第26位。